# Gustav VI. Adolf (Schweden)

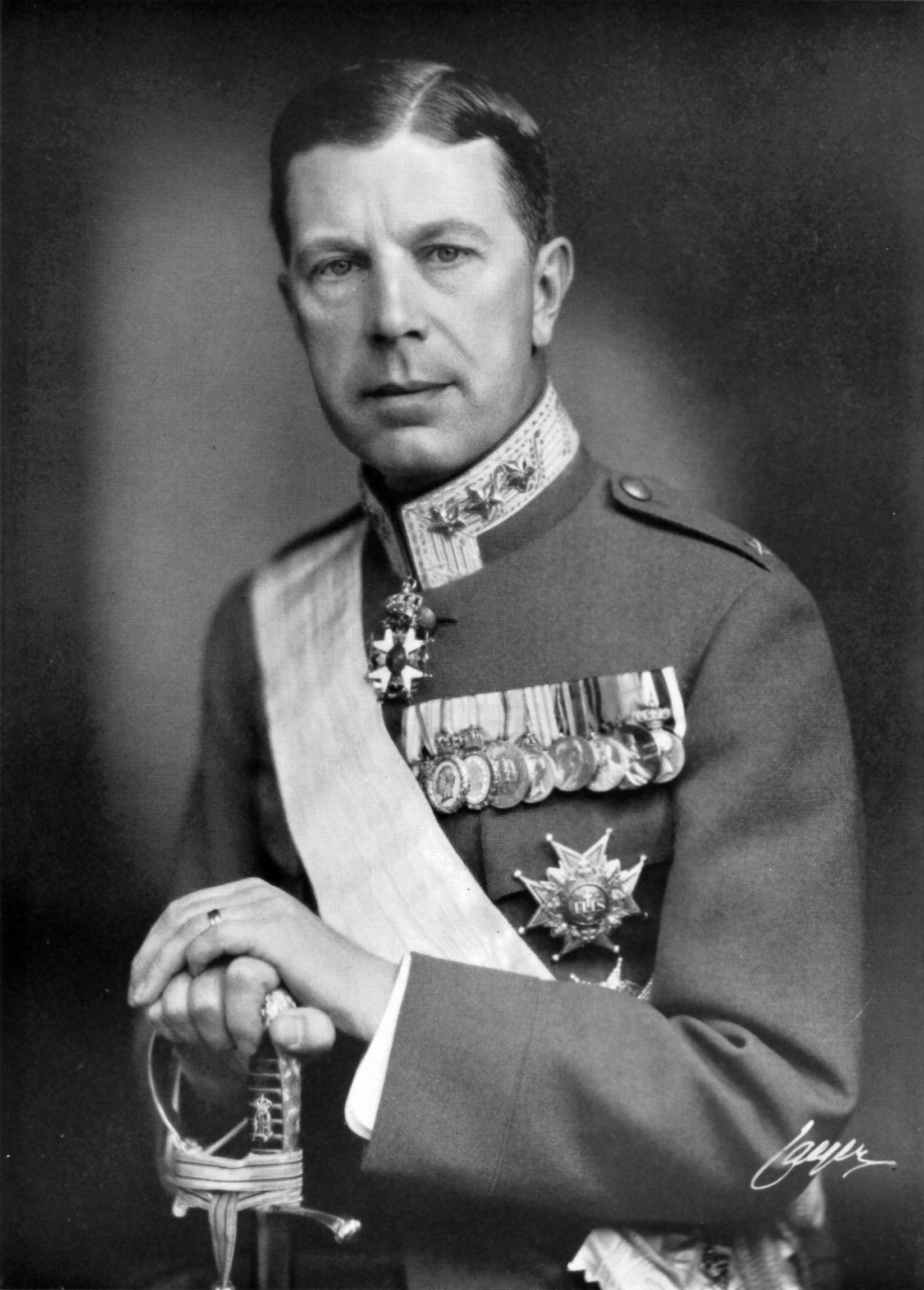
Gustav VI. Adolf als Kronprinz (vor 1938)

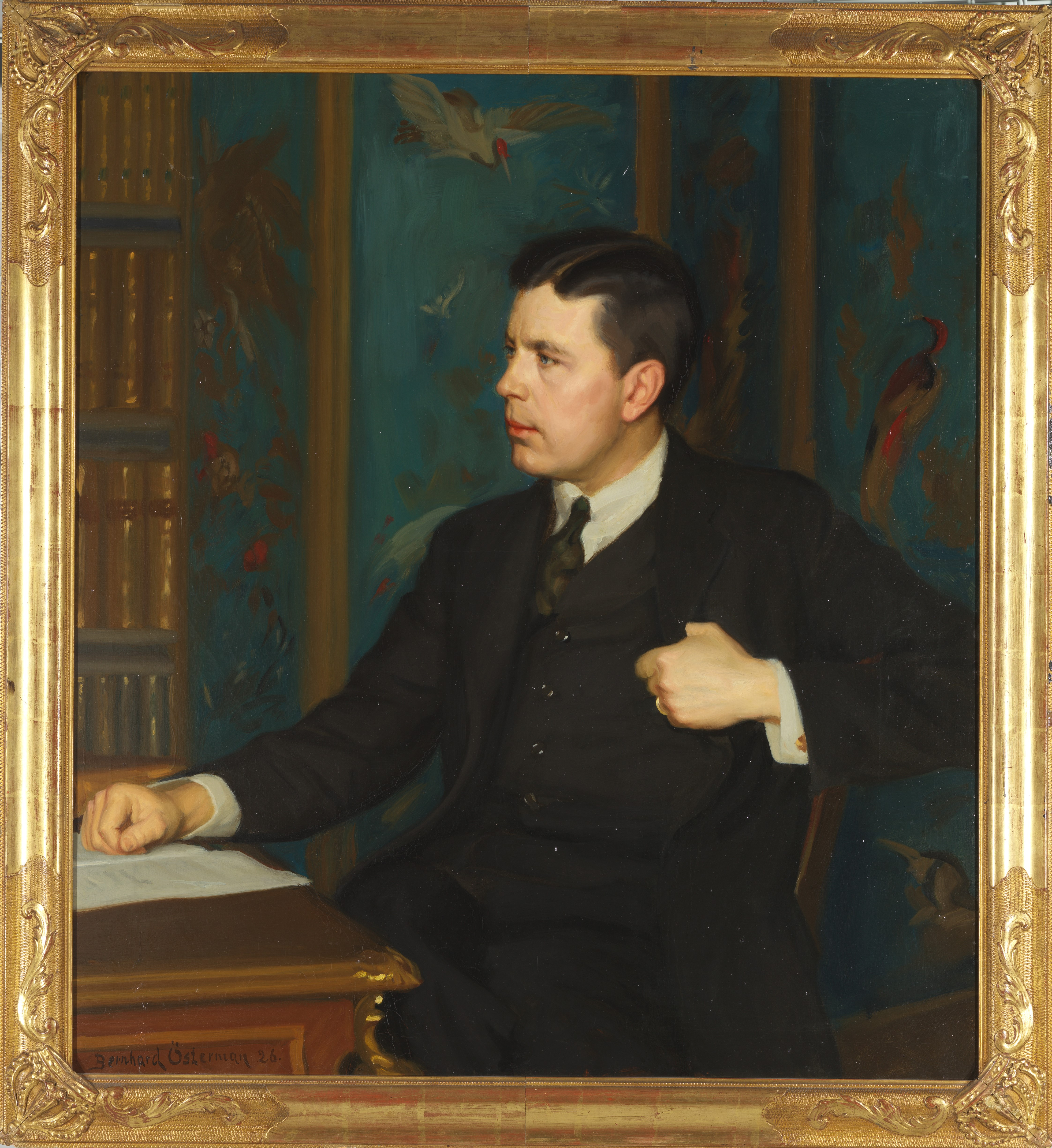
Porträt des Kronprinzen am Schreibtisch, 1926.

Gustav VI. Adolf (vollständiger Name auf Schwedisch Oscar Fredrik Wilhelm Olaf Gustaf Adolf Bernadotte; * 11. November 1882 in Stockholm; † 15. September 1973 in Helsingborg) war von 1950 bis 1973 König von Schweden. Unter seiner Regierungszeit wurde eine neue Verfassung erarbeitet, die den Staat in eine demokratische Monarchie strukturierte, was einer Umwandlung zur Republik vorbeugte. Gustav war ein respektierter Gelehrter und Archäologe sowie eine Autorität auf dem Gebiet chinesischer Kunst.

## Leben
Gustav VI. Adolf war der älteste Sohn von König Gustav V. von Schweden und dessen Gemahlin Prinzessin Viktoria von Baden, einzige Tochter des Großherzogs Friedrich I. und der Prinzessin Luise Marie Elisabeth von Preußen.
Gustav VI. Adolf befolgte in seiner Regierungszeit, 1950–1973, strikt die Regeln, die für die konstitutionelle Monarchie herangereift waren. Durch seine persönlichen Eigenschaften vervollständigte er die Entwicklung und trug wesentlich dazu bei, einen neuen Typ des Königreichs zu schaffen – das demokratische. Während fast der ganzen Regierungszeit Gustav VI. Adolfs wurde an einem neuen Grundgesetz gearbeitet, das 1975 die Regierungsform von 1809 ersetzte. Niemand dürfte in der Zeit, in der diese Arbeit durchgeführt wurde, mehr für die Erhaltung der Monarchie in Schweden bedeutet haben als Gustav VI. Adolf.
Mehrere Faktoren trugen dazu bei, dass er – trotz anfänglich starker Forderungen nach einer Republik – die öffentliche Meinung praktisch einmütig für die Bewahrung der Monarchie gewinnen konnte. Der wichtigste unter ihnen waren seine eigenen persönlichen Eigenschaften. Ein anderer Faktor, der in diesem Zusammenhang ohne Zweifel eine große Rolle spielte, waren die weitreichenden Kenntnisse Gustav VI. Adolfs und sein Interesse für Gebiete weit außerhalb seines eigentlichen »Berufes«. Als Archäologe besaß er einen geachteten Namen. Ein weiterer Faktor, der zu seiner Popularität beitrug, war sein einfaches, natürliches Auftreten. Für seine eigene Person vermied er bewusst Zeremonien und Prachtentfaltung.
Gustav VI. Adolf bekleidete von 1950 bis 1973 das Amt des Großmeisters in der schwedischen Freimaurerei. Das zum größten Teil in den skandinavischen Ländern praktizierte Schwedische Lehrsystem wird auch in Deutschland von der Großen Landesloge der Freimaurer von Deutschland bearbeitet.
Nach seinem Tod am 15. September 1973 folgte ihm sein Enkel Carl XVI. Gustaf auf dem schwedischen Thron. Seine Enkelin Margrethe II. war bereits seit 1972 und bis 2024 Königin von Dänemark.

## Ehrungen
- 1925: Ehrenmitglied des Archäologischen Instituts des Deutschen Reiches[2]
- 1929: Winckelmann-Medaille des Archäologischen Instituts des Deutschen Reiches
- 1953: Ehrenmitglied der British Academy

## Ehe und Nachkommen

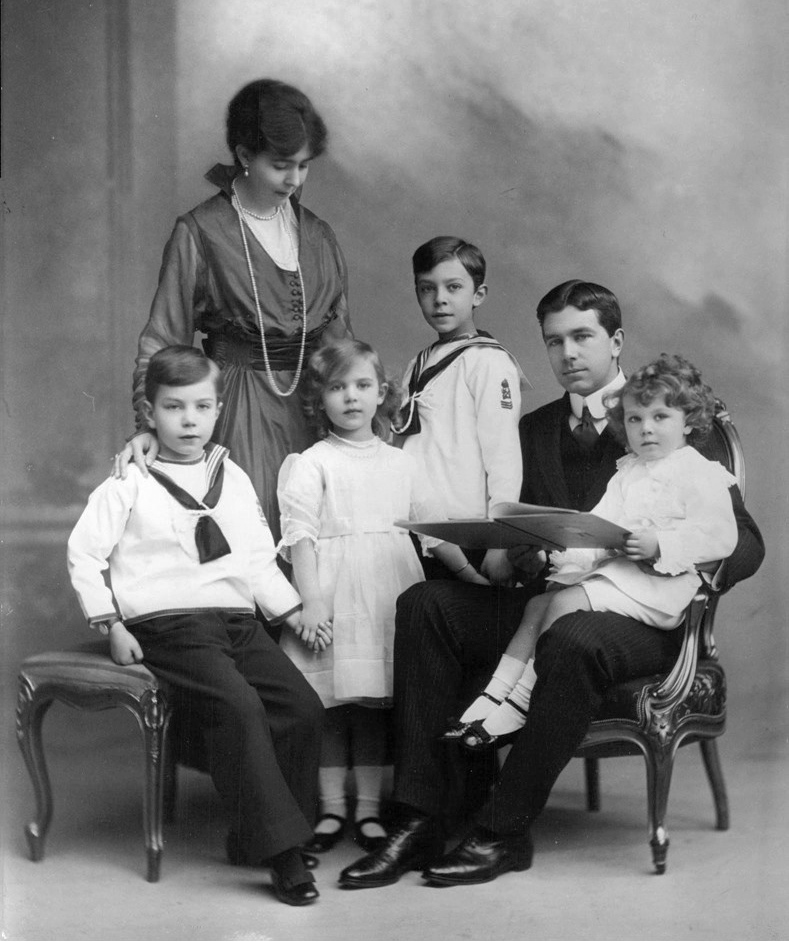
Gustav VI. Adolf und seine Frau Margaret, die vier Kinder sind (von links nach rechts): Sigvard, Ingrid, Gustav Adolf und Bertil (Foto um 1915)

Am 15. Juni 1905 heiratete Prinz Gustav Adolf von Schweden in der St.-Georgs-Kapelle auf Windsor Castle Prinzessin Margaret von Connaught (1882–1920), älteste Tochter von Arthur, Duke of Connaught and Strathearn und Prinzessin Luise Margareta von Preußen. Seine erste Ehefrau lernte er während seiner Ägyptenreise in Kairo kennen, es soll Liebe auf den ersten Blick gewesen sein. Aus der gemeinsamen Verbindung gingen fünf Kinder hervor:

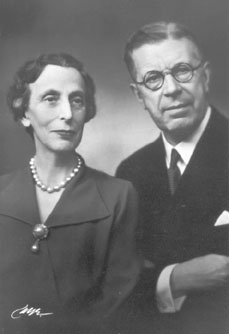
Königin Louise und König Gustav VI. Adolf in den 1950er Jahren

- Gustav Adolf Oscar Fredrik Arthur Edmund (1906–1947), Erbprinz und Herzog von Västerbotten

⚭ 1932 Sibylla Prinzessin von Sachsen-Coburg-Gotha (1908–1972)
- Sigvard Oscar Fredrik (1907–2002), Graf von Wisborg

⚭ 1934 (geschieden 1943) Erika Patzek (1911–2007)
⚭ 1943 (geschieden 1961) Sonja Robert (1909–2004)
⚭ 1961 Marianne Lindberg (1924–2025)
- Ingrid Victoria Sofia Louise Margareta (1910–2000)

⚭ 1935 König Frederik IX. von Dänemark (1899–1972)
- Bertil Gustav Oskar Carl Eugén (1912–1997), Herzog von Halland

⚭ 1976 Lillian May Davies (1915–2013)
- Carl Johan Arthur (1916–2012), Graf von Wisborg

⚭ 1946 Elin Kerstin Margaretha Wijkmark (1910–1987)
Kronprinzessin Margaret starb am 1. Mai 1920 an den Folgen einer Blutvergiftung, die sie sich nach der Operation einer verschleppten Mittelohrentzündung (Mastoiditis) zuzog. Die erst 38-Jährige war zu diesem Zeitpunkt im achten Monat schwanger und wurde auf dem Königlichen Friedhof Haga bestattet. Sie hatte vorher testamentarisch verfügt, dass sie in keiner Kirche begraben werden wolle.
Am 3. November 1923 heiratete der verwitwete Kronprinz Gustav Adolf in der Kapelle des St James’s Palace in London die 34-jährige Lady Louise Mountbatten (1889–1965), zweite Tochter von Ludwig Alexander Mountbatten, Marquess of Milford Haven und der Prinzessin Viktoria von Hessen-Darmstadt. Zeitweilig war umstritten, ob Louise nach den schwedischen Thronfolgeregeln standesgemäß war, da ihr Vater seinen deutschen Prinzentitel aufgegeben hatte. Die britische Regierung stellte jedoch klar, dass sie ein Mitglied des britischen Königshauses war. Damit konnte der Kronprinz Louise heiraten, ohne seinen Thronanspruch zu verlieren. Nach einer Totgeburt im Jahre 1925 blieb die Ehe kinderlos.
Im Januar 1947 musste Gustav VI. einen weiteren Schicksalsschlag verkraften, als sein Sohn, der Erbprinz Gustav Adolf, bei dem Flugzeugunglück von Kastrup ums Leben kam.
Seine Frau Königin Louise starb am 7. März 1965 nach einer Not-Operation im St. Görans-Krankenhaus in Stockholm und wurde auf dem Friedhof Haga bestattet.
König Gustav VI. Adolf wurde ebenfalls auf dem Friedhof Haga begraben. Er ist der erste König Schwedens seit dem 17. Jahrhundert, der nicht in der Riddarholmskyrka ruht.

## Vorfahren
| Ahnentafel Gustav VI. Adolf, König von Schweden (1950–1973) | Ahnentafel Gustav VI. Adolf, König von Schweden (1950–1973)                                     | Ahnentafel Gustav VI. Adolf, König von Schweden (1950–1973)                                                 | Ahnentafel Gustav VI. Adolf, König von Schweden (1950–1973)                                                   | Ahnentafel Gustav VI. Adolf, König von Schweden (1950–1973)                                              | Ahnentafel Gustav VI. Adolf, König von Schweden (1950–1973)                                                             | Ahnentafel Gustav VI. Adolf, König von Schweden (1950–1973)                                                             | Ahnentafel Gustav VI. Adolf, König von Schweden (1950–1973)                                                       | Ahnentafel Gustav VI. Adolf, König von Schweden (1950–1973)                                                              |
| ----------------------------------------------------------- | ----------------------------------------------------------------------------------------------- | --- | --- | --- | --- | --- | --- | --- |
| Ururgroßeltern                                              | König Karl XIV. Johann (1763–1844) ⚭ 1798 Désirée Clary (1777–1860)                             | Eugène de Beauharnais, Herzog von Leuchtenberg (1781–1824) ⚭ 1806 Prinzessin Auguste von Bayern (1788–1851) | Fürst Friedrich Wilhelm von Nassau-Weilburg (1768–1816) ⚭ 1788 Gräfin Isabelle zu Sayn-Hachenburg (1772–1827) | Herzog Paul von Württemberg (1785–1852) ⚭ 1805 Herzogin Charlotte von Sachsen-Hildburghausen (1787–1847) | Großherzog Karl Friedrich von Baden (1728–1811) ⚭ 1787 Freiin Luise Karoline Geyer von Geyersberg (1768–1820)           | König Gustav IV. Adolf von Schweden (1778–1837) ⚭ 1797 Prinzessin Frederike Dorothea von Baden (1781–1826)              | König Friedrich Wilhelm III. von Preußen (1770–1840) ⚭ 1793 Prinzessin Luise von Mecklenburg-Strelitz (1776–1810) | Großherzog Karl Friedrich von Sachsen-Weimar-Eisenach (1783–1853) ⚭ 1804 Großfürstin Maria Pawlowna Romanowa (1786–1859) |
| Urgroßeltern                                                | König Oskar I. (1799–1859) ⚭ 1823 Prinzessin Josephine Beauharnais von Leuchtenberg (1807–1876) | König Oskar I. (1799–1859) ⚭ 1823 Prinzessin Josephine Beauharnais von Leuchtenberg (1807–1876)             | Herzog Wilhelm I. von Nassau (1792–1839) ⚭ 1829 Prinzessin Pauline von Württemberg (1810–1856)                | Herzog Wilhelm I. von Nassau (1792–1839) ⚭ 1829 Prinzessin Pauline von Württemberg (1810–1856)           | Großherzog Leopold von Baden (1790–1852) ⚭ 1819 Prinzessin Sophie Wilhelmine von Schleswig-Holstein-Gottorf (1801–1865) | Großherzog Leopold von Baden (1790–1852) ⚭ 1819 Prinzessin Sophie Wilhelmine von Schleswig-Holstein-Gottorf (1801–1865) | Kaiser Wilhelm I. (1797–1888) ⚭ 1829 Prinzessin Augusta von Sachsen-Weimar-Eisenach (1811–1890)                   | Kaiser Wilhelm I. (1797–1888) ⚭ 1829 Prinzessin Augusta von Sachsen-Weimar-Eisenach (1811–1890)                          |
| Großeltern                                                  | König Oskar II. (1829–1907) ⚭ 1857 Prinzessin Sophia von Nassau (1836–1913)                     | König Oskar II. (1829–1907) ⚭ 1857 Prinzessin Sophia von Nassau (1836–1913)                                 | König Oskar II. (1829–1907) ⚭ 1857 Prinzessin Sophia von Nassau (1836–1913)                                   | König Oskar II. (1829–1907) ⚭ 1857 Prinzessin Sophia von Nassau (1836–1913)                              | Großherzog Friedrich I. von Baden (1826–1907) ⚭ 1856 Prinzessin Luise von Preußen (1838–1923)                           | Großherzog Friedrich I. von Baden (1826–1907) ⚭ 1856 Prinzessin Luise von Preußen (1838–1923)                           | Großherzog Friedrich I. von Baden (1826–1907) ⚭ 1856 Prinzessin Luise von Preußen (1838–1923)                     | Großherzog Friedrich I. von Baden (1826–1907) ⚭ 1856 Prinzessin Luise von Preußen (1838–1923)                            |
| Eltern                                                      | König Gustav V. (1858–1950) ⚭ 1881 Prinzessin Viktoria von Baden (1862–1930)                    | König Gustav V. (1858–1950) ⚭ 1881 Prinzessin Viktoria von Baden (1862–1930)                                | König Gustav V. (1858–1950) ⚭ 1881 Prinzessin Viktoria von Baden (1862–1930)                                  | König Gustav V. (1858–1950) ⚭ 1881 Prinzessin Viktoria von Baden (1862–1930)                             | König Gustav V. (1858–1950) ⚭ 1881 Prinzessin Viktoria von Baden (1862–1930)                                            | König Gustav V. (1858–1950) ⚭ 1881 Prinzessin Viktoria von Baden (1862–1930)                                            | König Gustav V. (1858–1950) ⚭ 1881 Prinzessin Viktoria von Baden (1862–1930)                                      | König Gustav V. (1858–1950) ⚭ 1881 Prinzessin Viktoria von Baden (1862–1930)                                             |
| König Gustav VI. Adolf von Schweden (1882–1973)             |                                                                                                 | | | | | | | |